# Южное Бутово
Ю́жное Бу́тово — район города Москвы в составе Юго-Западного административного округа, а также соответствующее ему одноимённое внутригородское муниципальное образование. Расположен к югу от Московской кольцевой автодороги. Южное Бутово — спальный район. Отсутствие крупных промышленных предприятий, близость лесного массива (Бутовский лесопарк), а также обширные парки среди городской застройки способствуют сохранению благоприятной экологической обстановки; Южное Бутово является одним из самых экологически чистых районов Москвы.
Южное Бутово является вторым по площади территории районом Москвы после района Метрогородок — без учёта поселений Новой Москвы (2553,74 га), вторым по площади жилого фонда после района Марьино (4,195 млн м² на 2010 год) и третьим по численности населения после районов Марьино и Выхино-Жулебино (211 116 человек на 2023 год).

## История

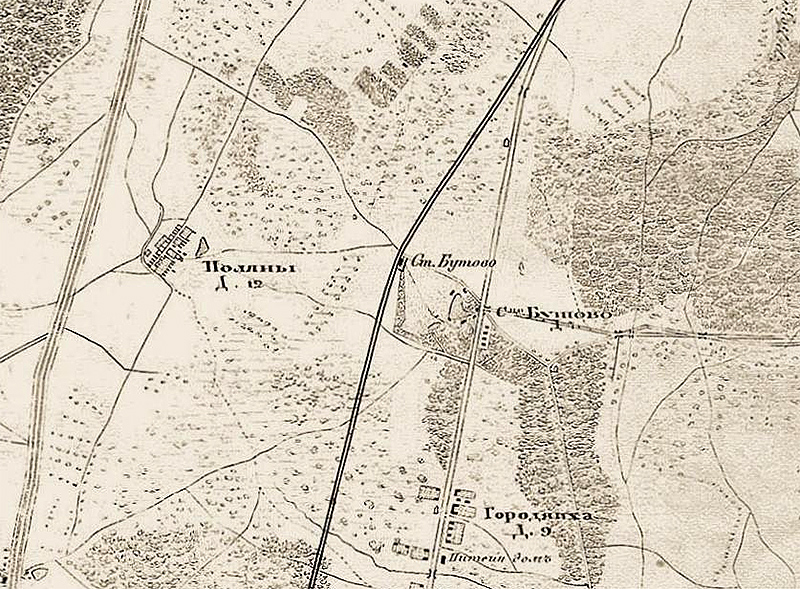
Сельцо и станция Бутово и деревня Поляны на карте 1878 года

19 марта 1984 года указом Президиума Верховного совета РСФСР в административное подчинение Москвы были переданы западная часть рабочего посёлка Бутово (от Симферопольского шоссе), деревни Гавриково, Новокурьяново, Новоникольское, Поляны, Потапово, Староникольское, Чернево и Щиброво (а также другие населённые пункты и территории, составившие в будущем территорию района Северное Бутово) Ленинского района Московской области.
10 мая 1988 года указом Президиума Верховного совета РСФСР в административное подчинении Москвы была передана также часть территории Подольского района Московской области: часть города Щербинка (восточнее 29 км Варшавского шоссе, Милицейский посёлок и посёлок Липки), деревни Захарьино, Щербинка, часть деревни Захарьинские Дворики (восточнее Варшавского шоссе) с территорией общей площадью 390 га.
12 сентября 1991 года распоряжением мэра Москвы образованы муниципальные округа «Северное Бутово» («В границах осуществляемой застройки») и «Южное Бутово» («В соответствии с проектом детальной планировки»).
Активная застройка Южного Бутова началась в 1994 году. Как и в Северном Бутове, первыми жителями Южного Бутова стали очередники. Позже эта местность привлекла внимание частных компаний, которые развернули в районе широкомасштабное жилищное строительство. Ежегодно в эксплуатацию вводили почти полмиллиона квадратных метров.
5 июля 1995 года с принятием закона «О территориальном делении города Москвы» Северное Бутово и Южное Бутово получили статус районов Москвы. В границы последнего также включены Милицейский посёлок, Липки, деревни Щербинка, Захарьино и Захарьинские Дворики.
В соответствии с постановлением Правительства Москвы от 28 декабря 1999 N 1234 «О Схеме градостроительного развития территорий упраздненных и существующих деревень и поселков в границах г. Москвы», в целях развития территории района Южное Бутово проведены отселение жителей и снос малоэтажных жилых домов двух бывших деревень Гавриково и Чернево. В 2001 году началось строительство новых зданий микрорайонов А, А1 и комплекса Гавриково.
В 2000 году был построен проезд 680 (улица Поляны), разгрузивший от транзитного транспорта Куликовскую улицу.
27 декабря 2003 года был открыт первый участок Бутовской линии метро. В его состав входили пять станций: «Улица Старокачаловская» (Северное Бутово) с переходом на станцию метро «Бульвар Дмитрия Донского» Серпуховско-Тимирязевской линии, «Улица Скобелевская», «Бульвар Адмирала Ушакова», «Улица Горчакова» и «Бунинская аллея» (Южное Бутово). 27 февраля 2014 года был открыт участок Бутовской линии до станции «Битцевский парк» с промежуточной станцией «Лесопарковая», а также пересадкой на станцию «Новоясеневская» Калужско-Рижской линии.
В начале лета 2006 года в Южном Бутове произошёл конфликт между жителями и властями Москвы, связанный с переселением горожан, проживающих в малоэтажных домах на земельных участках (район ботанического сада ВИЛАР, улица Грина, улица Богучарская), выделенных под многоэтажное строительство.

## История административно-территориальной подчинённости

### Владельцы
- Самойлов Пётр, дьяк (XVII век)
- Митусов Юрий Фёдорович, московский дворянин (1657—1675)
- Протопопов Иван Александрович, подпоручик лейб-гвардии Семёновского полка; Протопопова Прасковья Денисовна (середина и конец XVIII века)
- Поляков Борис Иванович, архитектор; Полякова Софья Фёдоровна, Полякова Елизавета Борисовна (1790 — конец XIX века)
- Варенцов Николай Александрович, предприниматель (конец XIX века)

### Статус
- конец XVII века — сельцо Бутово
- 1865 — переломный год для Бутово: постройка железной дороги и полустанка Бутово становятся причиной массовой дачной застройки
- 1938 — дачный посёлок Бутово
- 1966 — посёлок городского типа Бутово
- 1984 — посёлок Бутово в составе Советского района
- 1991 — муниципальный округ Южное Бутово
- 1995 — район Южное Бутово

### Подчинённость
- Московский уезд, Ратуев и Чермнев станы (конец XVII в.)
- Московская губерния, Московская провинция, Московский уезд (1708)
- Московская губерния, Подольский уезд (1782)
- Московская губерния, Звенигородский уезд (1796)
- Московская губерния, Подольский уезд (1802)
- Московская губерния, Подольский уезд, Сухановская волость (1861)
- Московская область, Московский округ, Ленинский район (1929)
- Московская область, Ленинский район (1930)
- Москва, Советский район (1985)
- Москва, ЮЗАО (1991)

## Административно-территориальная и муниципальная реформы территорий Новой Москвы 2024 года
С 8 мая 2024 года, согласно принятому закону Москвы об административно-территориальной и муниципальной реформах территорий Новой Москвы, в состав образованного района Щербинка из состава Южного Бутова переходят следующие территории:
- жилой район Щербинка
- посёлок Милицейский
- посёлок Липки
- деревня Захарьино
- деревня Щербинка
- деревня Новокурьяново
- деревня Староникольское

В состав Южного Бутова из состава бывшего поселения Сосенское вошла территория 192-го квартала.
Территория Южного Бутова уменьшается до границ на момент перед 10 мая 1988 года (присоединения к нему Восточной Щербинки, без деревень Новокурьяново со всей территорией Щербинского кольца и Староникольское с прилегающей территорией, но с территорией 192-го квартала, переходящего из состава поселения Сосенское).

## Гидрография
По территории района протекает несколько рек — Гвоздянка (приток Пахры), Чечёра, Лопенка (приток Пахры), Корюшка и Цыганка (слияние Корюшки с Чечёрой; приток Сосенки).
Реки
- Гвоздянка (левый приток Пахры)
- Корюшка (правая составляющая Цыганки)
- Лазаревка (правый приток Корюшки)
- Мовья (правый приток Молодцы)
- Потаповский ручей (правый приток Цыганки)
- Цыганка (левый приток Сосенки)
- Чечёра (левая составляющая Цыганки)
- Щибровский ручей (левый приток Чечёра)
- Безымянный правый приток Корюшки в пойме между улицами Горчакова и Адмирала Руднева
- Безымянный правый приток Корюшки в пойме между улицей Адмирала Руднева и Бунинской аллеей
- Безымянный левый приток Чечёры между Бутово-Молл и ЮОС

Пруды
Гвоздянка:
- Северный Полянский пруд
- Восточный Полянский (Салтыковский) пруд
- Верхний
- Средний
- Нижний (большой)
- Безымянный пруд (с перешейками) в районе промзоны «Бутово»

Корюшка (все пруды облагорожены):
- Верхний Гавриковский пруд
- Средний Гавриковский пруд
- Нижний Гавриковский пруд
- Верхний Чернёвский пруд
- Нижний Чернёвский пруд
- Чернёвский (Южнобутовский) пруд — самый большой в Южном Бутово.

Потаповский ручей:
- 3 Потаповских пруда (2 из них облагорожены)

Чечёра:
- Чечёрский пруд
- Пруд в ТСН ПКСТ Радист — Южное Бутово
- Безымянный пруд на Чечёрском поле
- Безымянный пруд у Проектируемого проезда N1113

Щибровский ручей:
- Безымянный пруд у Экспериментальной кольцевой железной дороги ВНИИЖТ
- Нижний Щибровский пруд
- Верхний Щибровский пруд

Другое:
- 5 безымянных прудов в районе 1-й и 2-й Горловских улиц
- Безымянный пруд на территории Бутовского химического завода
- 2 Бутовских пруда у Большой Бутовской улицы (один из них облагорожен)
- Безымянный пруд в начале 1-й Павлоградской улицы
- Безымянный пруд в промзоне «Бутово»

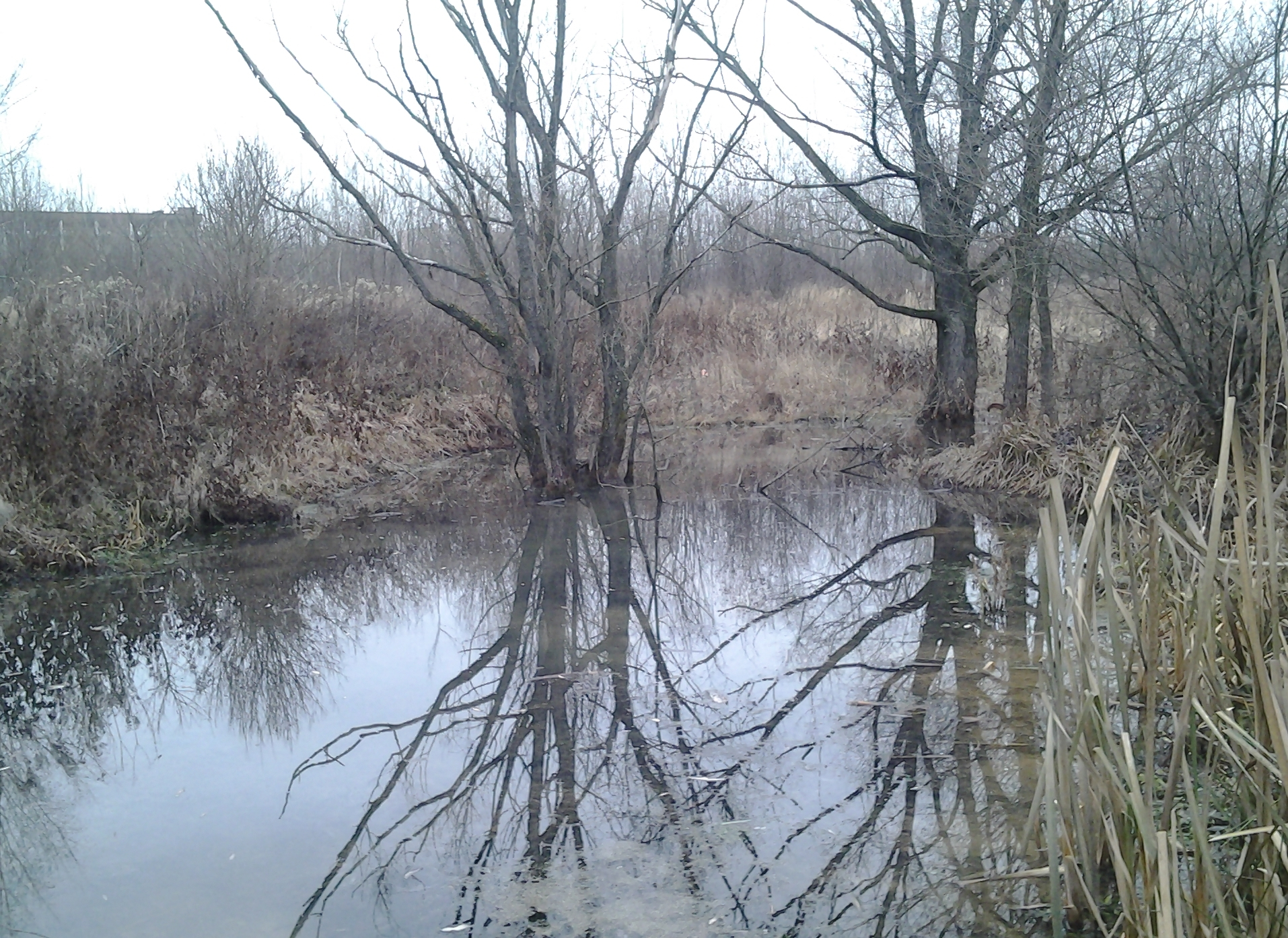
Чечёра
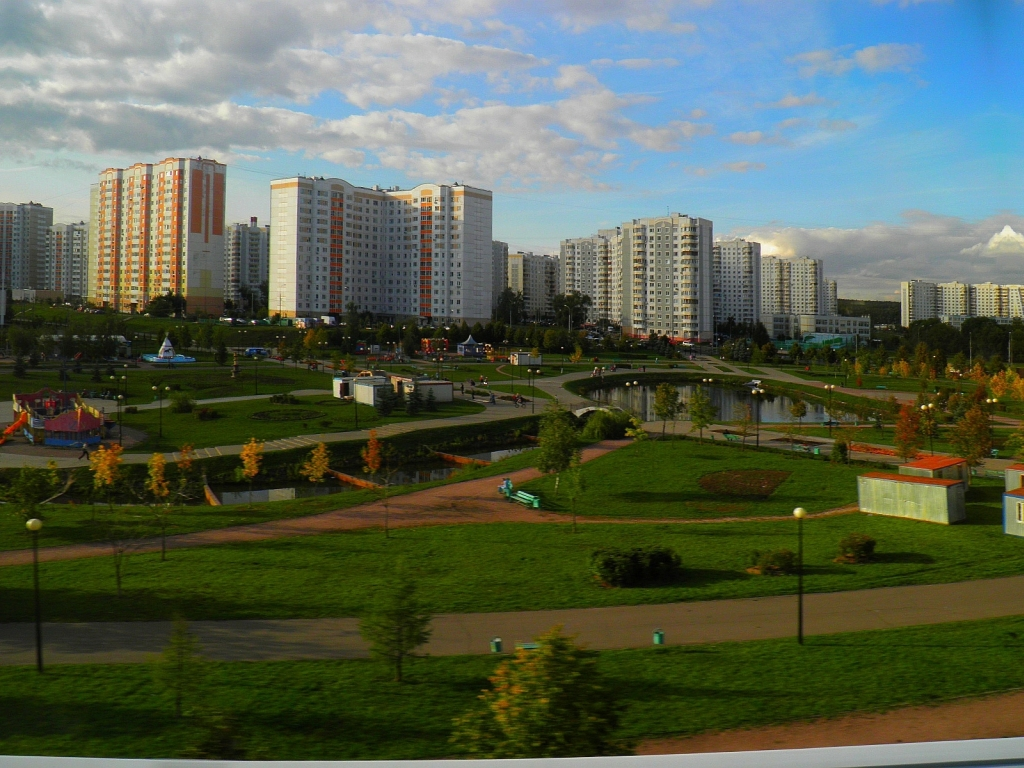
Гавриковские пруды
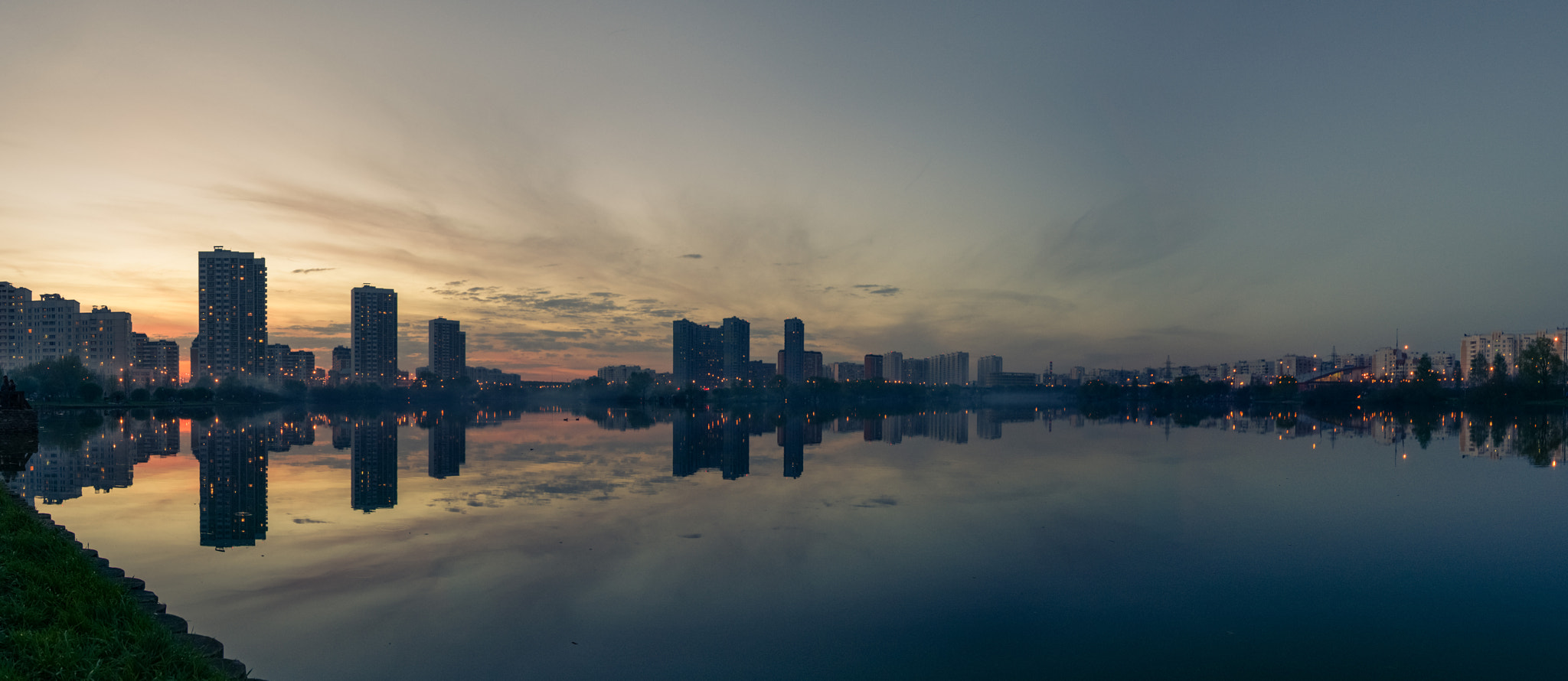
Черневский пруд
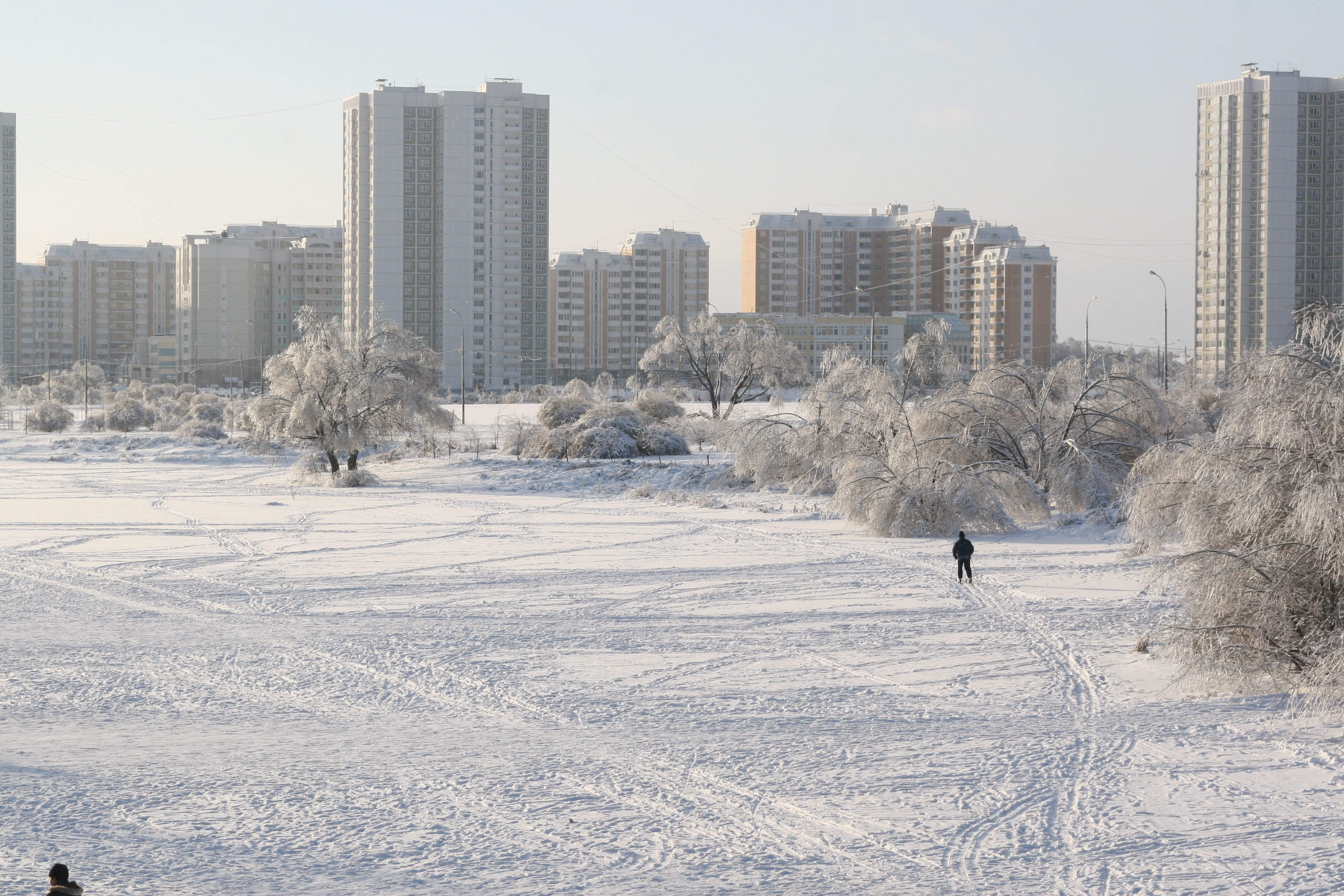
Замёрзший пруд

## Топонимика
Поскольку Южное Бутово застраивалось уже в постсоветскую эпоху, многие улицы района названы в честь государственных деятелей Российской империи (Скобелевская улица, улица Горчакова, аллея Витте). Такая ситуация является по-своему уникальной, поскольку в современной Москве большинство топонимов имеют советское происхождение. Некоторые улицы названы в честь адмиралов (бульвар Адмирала Ушакова, улица Адмирала Лазарева, улица Адмирала Руднева), деятелей науки и культуры (Бунинская аллея, Бартеневская улица, улица Академика Понтрягина, улица Академика Семёнова), населённых пунктов как России (улица Венёвская в честь города Венёва Тульской области, улица Ливенская в честь города Ливны Орловской области, улица Богучарская в честь города Богучар Воронежской области), так и ближнего зарубежья (Изюмская улица по украинскому городу Изюму).
Не следует путать:
- 1-ю и 2-ю Мелитопольские улицы в Южном Бутове и Мелитопольскую улицу в Бирюлёве Западном;
- Большую Бутовскую улицу в Южном Бутове и Бутовскую улицу в Бирюлёве Восточном.

Проектируемые проезды
В Южном Бутове имеется ряд номерных проектируемых проездов (возможно в будущем они получать уникальные топонимические названия):
- 185: промзона Бутово
- 188: промзона Бутово
- 189: промзона Бутово
- 359: между улицами Изюмской и Краснолиманской
- 640: мкр Г Южного Бутово (КП Потапово, ЖСК Альфа)
- 661 (Воскресенское-Каракашево-Щербинка); до 30.06.2021 — подъездная дорога со стороны Щербинки к ГСК «Полёт-3»
- 675: между улицами Адмирала Лазарева и Южнобутовской
- 679: между улицами Поляны и Бартеневской
- 833: между улицами Маршала Савицкого и Брусилова
- 858: между Южнобутовской улицей и Чечёрским проездом
- 860: между Южнобутовской улицей и Чечёрским проездом
- 861: между Южнобутовской улицей и Чечёрским проездом
- 904: от Остафьевской улицы к мкр Новое Бутово
- 1113: от Чечерского проезда к ЮОС
- 6076: между улицами Изюмской и Краснолиманской
- 6131: между улицами Адмирала Лазарева и Южнобутовской
- 6375: промзона Бутово
- 6417: улицами Адмирала Лазарева и Остафьевской
- 6418: между улицами Маршала Савицкого и Брусилова
- 6459: мкр Г Южного Бутово (КП Потапово, ЖСК Альфа)
- 6460: мкр Г Южного Бутово (КП Потапово, ЖСК Альфа)
- 6461: мкр Г Южного Бутово (КП Потапово, ЖСК Альфа)
- 6462: мкр Г Южного Бутово (КП Потапово, ЖСК Альфа)
- 6463: мкр Г Южного Бутово (КП Потапово, ЖСК Альфа)
- 6464: мкр Г Южного Бутово (КП Потапово, ЖСК Альфа)
- 6465: мкр Г Южного Бутово (КП Потапово, ЖСК Альфа)

Бывшие проектируемые проезды:
- 653: присоединён к улице Кадырова
- 660: присоединён к улице Поляны
- 666: присоединён к Венёвской улице
- 681: присоединён к Изюмской улице
- 734: присоединён к улице Николая Сироткина
- 831: присоединён к улице Николая Сироткина
- 6074: присоединён к Ливенской улице
- 6075: присоединён к Краснолиманской улице
- 6420: присоединён к улице Николая Сироткина

Переименованные проектируемые проезды:
- 408 → Плавский проезд
- 409 → аллея Витте
- 552 → Новобутовский проезд
- 651 → улица Академика Понтрягина
- 652 → Венёвская улица
- 655 → Бунинская аллея
- 659 → улица Поляны
- 668 → Южнобутовская улица
- 669 → Южнобутовская улица
- 670 → Остафьевская улица
- 672 → улица Адмирала Лазарева
- 675 → бульвар Адмирала Ушакова
- 678 → улица Академика Семёнова
- 679 → Бартеневская улица
- 682 → Скобелевская улица
- 685 → Новопотаповский проезд
- 728 → улица Маршала Савицкого
- 828 → улица Брусилова
- 829 → улица Маршала Савицкого
- 856 → Чечёрский проезд
- 857 → Чечёрский проезд
- 870 → улица Адмирала Руднева
- 872 → улица Горчакова
- 874 → улица Горчакова
- 875 → улица Адмирала Лазарева
- 947 → Остафьевское шоссе
- 948 → улица Степана Эрьзи
- 6132 → улица Кадырова
- 6421 → улица Захарьинские Дворики

Переименованные улицы посёлка Бутово
- Бутовский проезд → Мценская улица
- Водопьянова → Изюмская улица
- Вокзальная → Джанкойская улица
- Вокзальный 1-й переулок → Джанкойский проезд
- Вокзальный 2-й переулок → Мелитопольский проезд
- Гастелло → Богучарская улица
- Горького → 1-я Павлоградская улица
- Дзержинского → Богучарская улица
- Железнодорожная → Миргородская улица
- Железнодорожный проезд → 2-й Богучарский переулок
- Железнодорожный переулок → 2-й Богучарский переулок
- Заводская 1-я → 1-я Мелитопольская улица
- Заводская 2-я → 2-я Мелитопольская улица
- Калинина → 1-й Миргородский переулок
- Коммунистическая → Коммунарская улица
- Комсомольская → Миргородский проезд
- Кооперативная → 1-я Горловская улица
- Кооперативный переулок → 1-я Горловская улица
- Красная → Краснолиманская улица
- Красногвардейская → Большая Бутовская улица
- Лермонтова → 1-я Белогорская улица
- Лесная → 1-я Северодонецкая улица
- Маяковского → Горловский проезд
- Минина → Новооскольская улица
- Минина проезд → Новооскольская улица
- Московская → Изюмская улица
- Московский 1-й переулок → 1-й Богучарский переулок
- Московский 2-й переулок → 2-й Богучарский переулок
- Некрасова → 3-я Павлоградская улица
- Окрайная → Синельниковская улица
- Октябрьская → Мценская улица
- Октябрьский переулок → 2-й Миргородский переулок
- Островского → 2-я Белогорская улица
- Парковая → 1-я Мелитопольская улица
- Пионерская → Алексинская улица
- Пионерский переулок → Алексинская улица
- Полянская → Богучарская улица
- Полянский проспект → Новобутовская улица
- Полянский проезд → Новобутовская улица
- Полянский тупик → Новобутовская улица
- Привокзальная → Синельниковская улица
- Пушкина → Большая Бутовская улица
- Садовая → 2-я Северодонецкая улица
- Толстого → 2-я Павлоградская улица
- Тургенева → 4-я Павлоградская улица
- Чайкиной → Новооскольская улица
- Чехова → 2-я Горловская улица
- Школьная → Изюмская улица
- Шоссейная → Варшавское шоссе
- Южная → Краснолиманская улица

Переименованные улицы посёлка Радиоконтроль
- Западная → Старокрымская улица

Переименованные улицы деревни Захарьино
- Шоссейная → улица Николая Сироткина

Переименованные улицы деревни Новокурьяново
- Вокзальная → 4-я Железногорская улица
- Лесная → 1-я Железногорская улица
- Московская → 6-я Железногорская улица
- Первомайская → 5-я Железногорская улица
- Садовая → 2-я Железногорская улица
- Центральная → 3-я Железногорская улица
- Шоссейная → Железногорский проезд

Улицы в деревнях и посёлках, получившие названия после вхождения в состав Москвы:
- Гавриково → Старогавриковская улица
- Поляны, деревня → Старополянская улица
- Поляны, посёлок → Ливенская улица
- Потапово → Старопотаповская улица
- Староникольское → Староникольская улица
- Чернёво → Чернёвская улица
- Щиброво → Щибровская улица

Перекрытая дорога для проезда автотранспорта
- Временная дорога (2014—2021) Южное Бутово — Щербинка (от Проектируемого проезда 1113 — до поворота на Щиброво) — закрыта из-за ввода Проектируемого проезда N661

Исчезнувшие топонимы
- Народный переулок
- Липки, улица
- Старополянская улица

Молодцовский проезд
- Молодцовский проезд (бывший Проектируемый проезд N728) от Варшавского шоссе до СНТ «Дружба» является границей между Южным Бутово и Ленинским городским округом, далее, до Типографской улицы, проходит в границах Южного Бутово, но не указан официально в классифакторе улиц Москвы.

Административно-территориальная и муниципальная реформы территорий Новой Москвы 2024 года
С 8 мая 2024 года, согласно принятому закону Москвы об административно-территориальной и муниципальной реформах территорий Новой Москвы, в состав образованного района Щербинка из состава Южного Бутово переходят следующие улицы:
Жилой район Щербинка:
- Брусилова
- Захарьинские Дворики
- Маршала Савицкого

Посёлок Липки:
- 8 Марта
- Коммунистическая
- Павлика Морозова
- Осипенко
- Талалихина

Посёлок Милицейский:
- Дачная
- Типографская
- Торговая

Деревня Захарьино:
- Гагарина
- Кузнецова
- Полевая
- Николая Сироткина

Деревня Щербинка:
- Щербинская

Деревня Новокурьяново:
- 1-я / 2-я / 3-я / 4-я / 5-я / 6-я Железногорская
- Железногорский проезд

Деревня Староникольское:
- Староникольская

Частично проходившие по территории Южного Бутово улицы Барышевская Роща, Остафьевское шоссе и Степана Эрьзи будут полностью располагаться в районе Щербинка

## Органы власти
Управа района Южное Бутово находится по адресу: Москва, аллея Витте, 5.

## Внутреннее деление

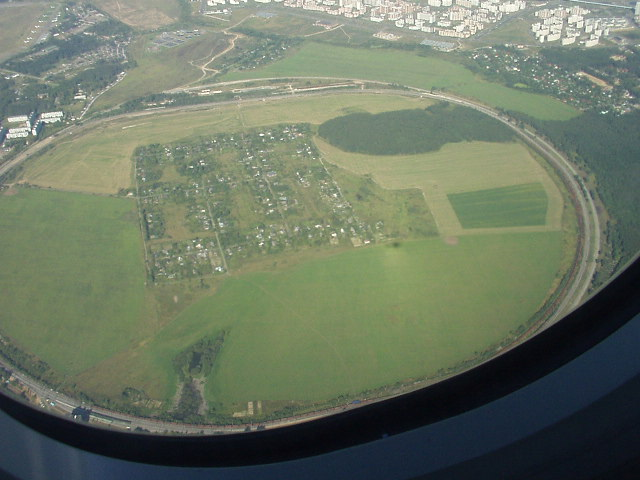
Деревня Новокурьяново в составе района Южное Бутово и окружащая её Экспериментальная кольцевая железная дорога ВНИИЖТ

Многоэтажными жилыми домами застроено меньше половины территории района. Также имеется масштабная коттеджная застройка, в основном в центральной и западной части района. На территории района, в основном в юго-восточной части, сохраняется ряд посёлков и деревень, существовавших ещё до включения территории в состав Москвы. В той же части имеются обширные незастроенные площади — пустыри и лесные массивы.
- Микрорайоны: 1, 2, 3, 4, 4А, 5, 5А, 6, 6А, 11, Гавриково, Гавриково А, Поляны, Чечёра;
- Кварталы посёлка Бутово: 1, 2, 3, 4.
- Комплескы: А, А1, Б, Б1, В, В1 (7 мкр), Д, Д1.
- Деревни: Новоникольское, Потапово, Щиброво.
- Жилые комплексы: LIFE-Лазаревское, В Южном Бутово-1, В Южном Бутово-2, Никольские Луга, Столичные Поляны, Эталон-Сити, Южные Сады
- Посёлок Бутово:
  - западная часть (частный сектор)
  - восточная часть (частный сектор, посёлок Елизаветиский)
  - восточная часть (Старое Бутово — многоэтажная застройка).
- Посёлок Поляны (многоэтажная застройка бывшей д. Поляны, часть 1-го мкр.).
- Квартал Общежитие РАН (Чечёрский пр., 14, кк. 3, 4, 5)
- Квартал, построенный по реновации (Краснолиманская ул., дд. 21, 29) (западная часть посёлка Бутово)
- КЖК «Потапово» (мкр Г, ЖСК «Альфа»)
- КП «Марк Твен» (расположен в КЖК «Потапово»)
- квартал 192 поселения Сосенского (расположен в КЖК «Потапово»)
- ПКСТ «Радист — Южное Бутово».

С 8 мая 2024 года, согласно принятому закону Москвы об административно-территориальной и муниципальной реформах территорий Новой Москвы, в состав образованного района Щербинка из состава Южного Бутово переходят следующие территории:
- жилой район Щербинка
- посёлок Милицейский
- посёлок Липки
- деревня Захарьино
- деревня Щербинка
- деревня Новокурьяново
- деревня Староникольское

В состав Южного Бутова из состава бывшего поселения Сосенское вошла территория 192-го квартала.

## Жилой фонд
Жилой фонд:
МКД — 479, в том числе:
Общежитие — 1
ЖСК — 11
ТСЖ — 25
Ведомственный жилой фонд — 3
Частный сектор — 1340.
- Снесены:
  - д. Гавриково (остался один дом: Бартеневская, 13а (Старогавриковская, 37));
  - д. Новоникольское (остался один дом: Варшавское шоссе, 226);
  - д. Поляны (после сноса трёх корпусов по реновации (Ливенская ул., дд. 1, 2, 3) останется жилой дом по адресу Ливенская, 6, здание частной школы «Данко», здание магазина по адресу Изюмская, 40 (Ливенская, 11), здание Военкомата (объединённого) Бутовского р-на ЮЗАО);
  - д. Чернево (остались: Храм Рождества Христова в Черневе, Чернёвское кладбище, Памятник павшим в Великой Отечественной войне от жителей села Чернёво);
  - дачный пос. Дубки;
  - пос. Радиоконтроль;
  - частный сектор в западной части пос. Бутово, ограниченный улицами: Изюмская, Краснолиманская, Богучарская, 1-я Северодонецкая;
  - квартал многоквартирных жилых домов пос. Бутово (Миргородский пр., дд. 4, 4а, 6, 6а);
  - Джанкойская, 8/1;
  - Миргородская, 2
  - 4-я Павлоградская, 4;
  - часть частного сектора посёлка Бутово (восток) вдоль строящейся трассы СБВ
- Новостройки:
  - Построены: Чечёрский пр., земельный участок 15: 5 корпусов для очередников и детей-сирот (ЖК «В Южном Бутово-1»)
  - Частично построены: ЖК «Никольские Луга»; ЖК «Южные Сады»
  - Строятся: ЖК «В Южном Бутово-2»
- Снесённая новостройка-долгострой: ЖК Потапово Lite
- Реновация:
  - Снесены: Краснолиманская ул., дд. 21, 23, 25; Варшавское ш. дд. 190к1, 194к1, 194к2.
  - Готовятся к сносу: Краснолиманская ул., д. 27; Ливенская ул., дд. 1, 2, 3.
  - Построены: Изюмская ул., дд. 49к2, 53к3, 55к1; Краснолиманская ул., дд. 21, 29; Чечёрский пр., дд. 28к1, 28к2

## Население
| 2002     | 2010     | 2012     | 2013     | 2014     | 2015     | 2016     |
| -------- | -------- | -------- | -------- | -------- | -------- | -------- |
| 105 212  | ↗178 274 | ↗179 306 | ↗191 531 | ↗196 209 | ↗200 169 | ↗204 226 |
| 2017     | 2018     | 2019     | 2020     | 2021     | 2023     | 2024     |
| ↗205 064 | ↗207 967 | ↗210 676 | ↗210 783 | ↘204 779 | ↗208 783 | ↗211 116 |

На 2010 год по населению район занимал лишь 5-е место, а по плотности населения — 103-е место в городе.

### Национальный состав
По итогам переписи населения 2020 года проживали следующие национальности (национальности менее 0,1 % и другое, см. в сноске к строке «Другие»):
| Национальность | Численность, чел. | Доля     |
| -------------- | ----------------- | -------- |
| Русские        | 143 623           | 70,14 %  |
| Татары         | 2180              | 1,06 %   |
| Армяне         | 1274              | 0,62 %   |
| Украинцы       | 890               | 0,43 %   |
| Азербайджанцы  | 756               | 0,37 %   |
| Узбеки         | 301               | 0,15 %   |
| Грузины        | 273               | 0,13 %   |
| Белорусы       | 257               | 0,13 %   |
| Чеченцы        | 244               | 0,12 %   |
| Таджики        | 221               | 0,11 %   |
| Другие         | 54 760            | 26,74 %  |
| Итого          | 204 779           | 100,00 % |

## Промышленность и сельское хозяйство
- Бутовская швейная фабрика
- Бутовский кирпичный завод
- Бутовский химический завод
- Государственный племенной завод «Коммунарка»
- Промзона Бутово
- Промзона Гавриково
- РТС «Южное Бутово»
- Совхоз имени XXI Съезда КПСС
- Совхоз «Воскресенское»
- Щербинская типография
- Экспериментальная кольцевая железная дорога ВНИИЖТ
- Электрическая подстанция Гавриково
- Южнобутовские очистные сооружения

## Транспорт
В Южном Бутове проходит Бутовская линия московского метро со станциями Бунинская Аллея, Улица Горчакова, Бульвар Адмирала Ушакова и Улица Скобелевская (станции находятся над землёй, на эстакадах; названы по улицам, проходящим рядом со станциями) и МЦД-2 Московских центральных диаметров со станцией Бутово.
Действующие автобусные маршруты:
Е91, Е99, С919, С936, С962, 18, 146, 523, 523а, 523к, 902, 917, 931, 937, 948, 978, 967, 981, 1004.
Действующие электробусные маршруты:
Н8, Н8к, С1, С916, С949, С953, 94, 165, 213, 293, 877, 895
Действующие пригородные автобусные маршруты
379, 407, 446, 520, 1201, 1202.
Действующие маршруты маршрутного такси
507к, 885, 967, 1019, 1045к, 1170, 1141, 1142, 1224к, 1246к, 1255к
Перенумерованные маршруты:
С53 → С953, 1С → С1, 108 → 981, 117К → 917, 118 → С916, 288 → 978, 462 → С962, 636 → С936, 691 → 931, 753 → С53, 802 → 902, 819 → С919, 835 → С935, 848 → 948, 858 → Е91, 864 → С986, 906 → Е99.
Отменённые маршруты:
С935, С986, 101, 117, 202, 249, 262, 284, 308, 313, 406, 417, 430, 629, 710, 728, 735, 737, 898К.

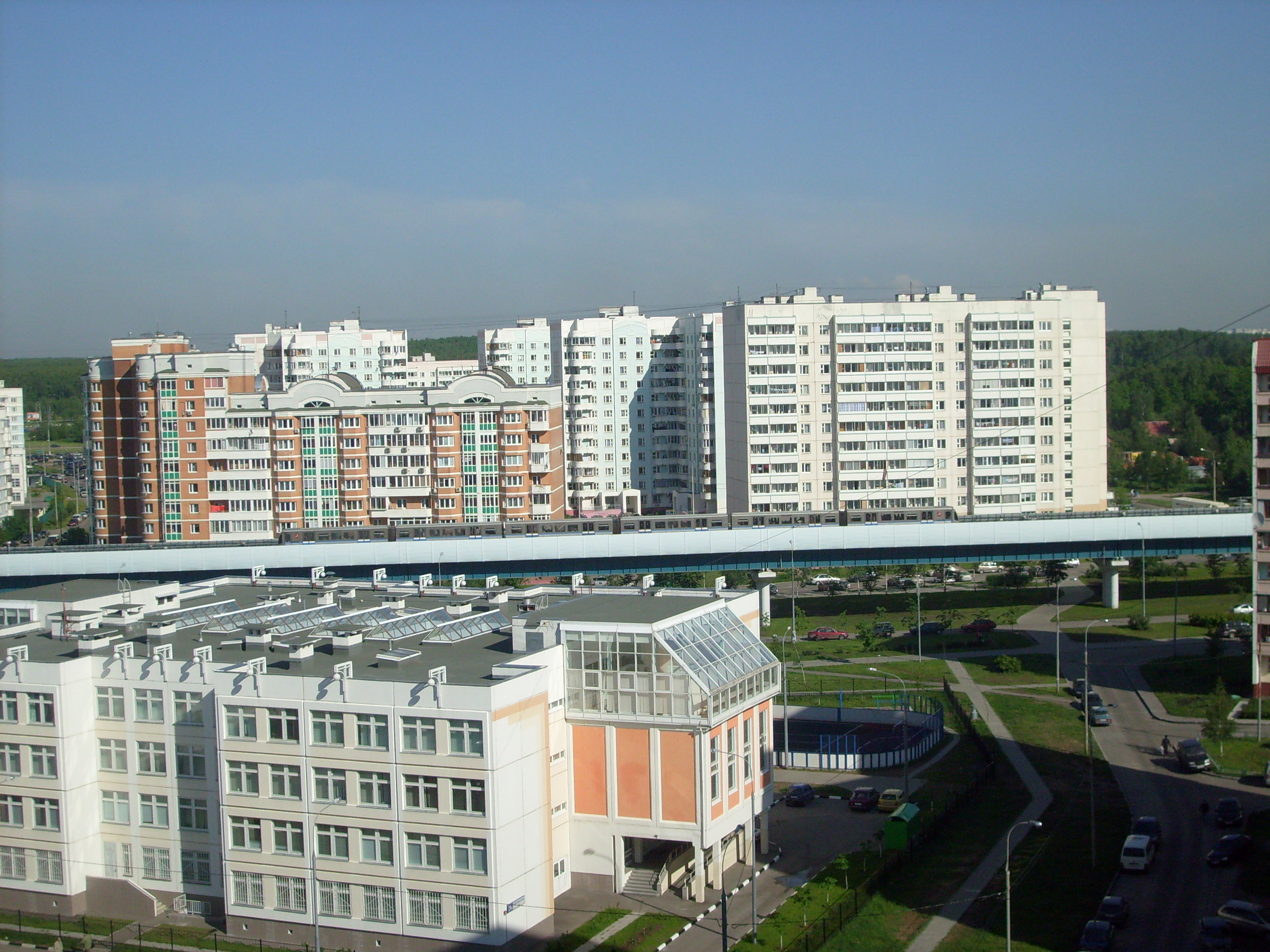
Бутовская линия метро. Перегон между станциями «Улица Старокачаловская» и «Улица Скобелевская»
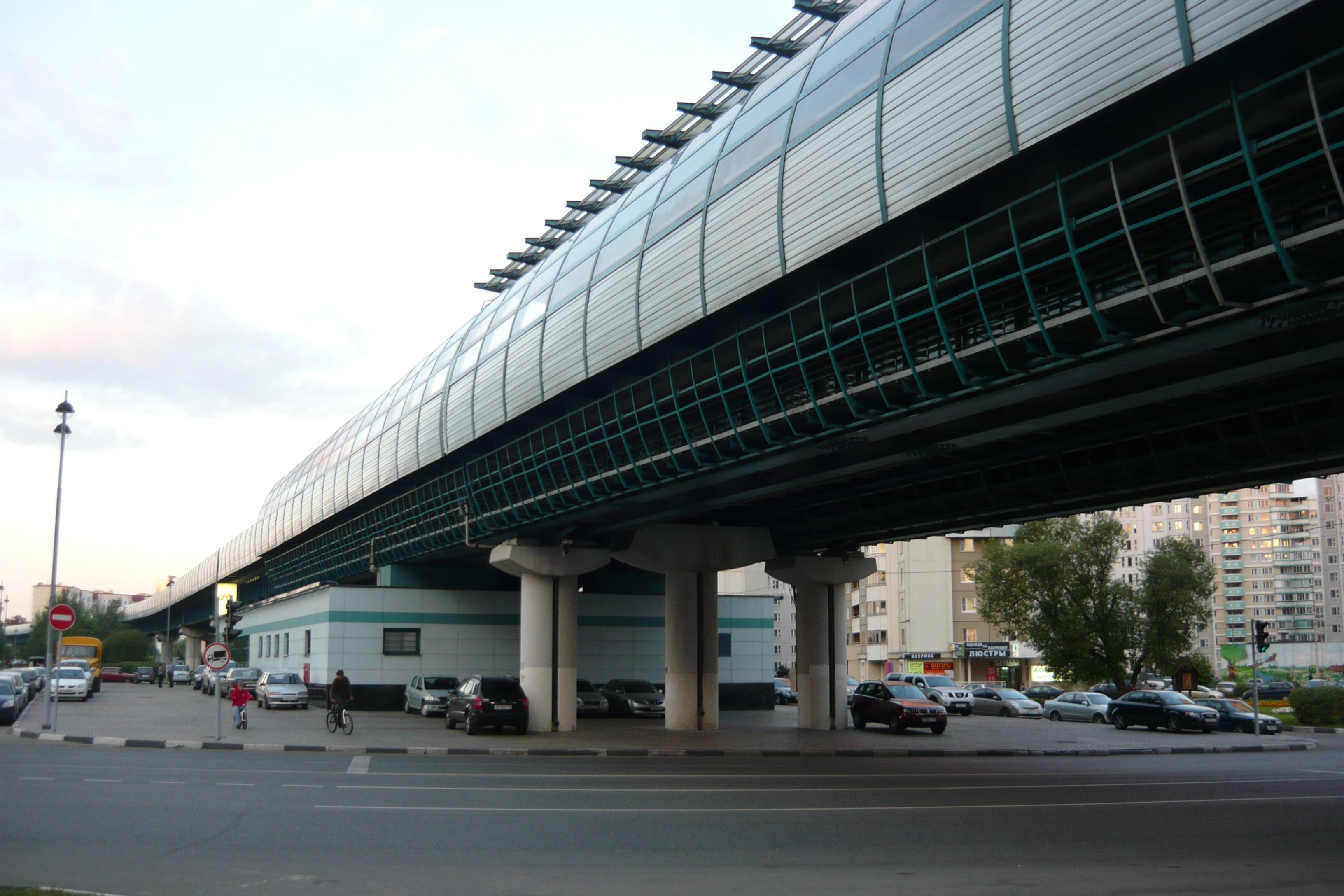
Станция метро «Улица Скобелевская»
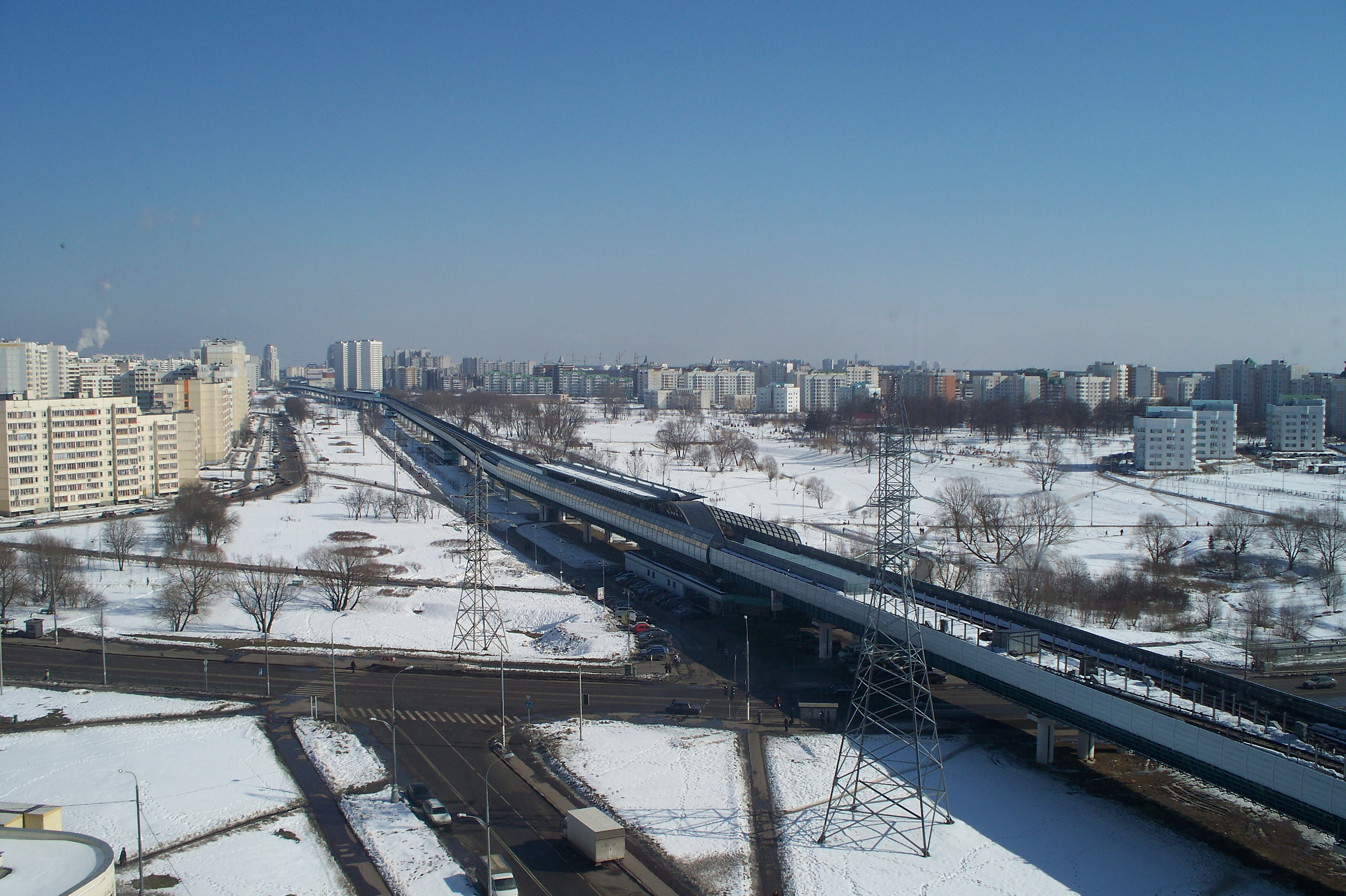
Станция метро «Бунинская аллея»

### Связь с соседними поселениями
Инфраструктурой Южного Бутова также пользуются жители близлежащих поселений (ЖК, посёлков, деревень, дачных товариществ) Новой Москвы и Ленинского городского округа Московской области.
Москва:
Коммунарка
- ЖК Белые Ночи;
- ЖК Бунинская Набережная;
- ЖК Бунинские Луга;
- ЖК Бунинские Кварталы;
- ЖК Бунинский;
- ЖК Бутовские Аллеи;
- ЖК Новые Смыслы;
- ЖК Скандинавия;
- посёлок подсобного хозяйства «Воскресенское»;
- квартал поселения Сосенского: 170 (д. Столбово)
- деревня Губкино
- деревня Лаптево
- деревня Расторопово
- деревня Ямонтово
- СНТ: Берёзки, Гавриково, Гавриково-1, Победа-Потапово, Юннат-2

Щербинка
- ЖК Новое Бутово;
- посёлок гарнизона Остафьево
- деревня Каракашево
- деревня Язово
- СНТ: ГПЗ-2, Первые Сады (Красный Пролетарий), Пион, Остафьево-2, Тюльпан, Щербинка, Язово

Московская область:
Ленинский городской округ
- рп Битца (ЖК Южная Битца)
- рп Бутово (ЖК Бутово Парк)
- рп Дрожжино (ЖК Бутово Парк 2)
- рп Новодрожжино

## Руководство (супрефекты, главы управы)
- Пресняков, Игорь Витальевич (1991—1995)
- Першин, Вячеслав Николаевич (1995—2002)
- Гаврилов, Сергей Николаевич (2002—2007)
- Набокин, Дмитрий Владимирович (2007—2012)
- Аленин, Николай Степанович (2012—2012)
- Кормилицина, Лариса Анатольевна (2012—2013)
- Мухетдинов, Рустям Абидуллович (2013—2016)
- Фалеев, Владимир Михайлович (2016—2019)
- Бекниязов, Мурад Азадович (2019—)

## Образование
На территории района расположены 30 общеобразовательных школ,
26 детских садов.
В 2016 году открылось четвёртое школьное структурное подразделение образовательного комплекса № 2109 «Импульс», представляющее собой школу-трансформер, приспособленную для детей с ограниченными возможностями здоровья. Имеются мастерские с уникальными станками, библиотека с компьютерами и большим книжным фондом.

## Спортивная инфраструктура
По состоянию на 29 января 2020 года завершается строительство физкультурно-оздоровительного комплекса (ФОК) с бассейном на ул. Бунинская аллея, владение 5А, корпус 14. Здание будет оборудовано для маломобильных посетителей.
Список спорткомплексов по состоянию на 01.07.2024:
- 1995 г. Южное Бутово; Поляны, 35 (реконструкция)
- 2010 г. Рекорд; Бартеневская, 17
- 2010 г. Изумрудный; Южнобутовская, 96
- 2012 г. Метеор; Чечёрский пр., 23
- 2020 г. Спортивная вселенная; Бартеневская, 19
- 2020 г. Ohana; Бунинская аллея, 9А
- 2022 г. Сетка; Адмирала Лазарева, 59
- 2023 г. СпортСтанция; Остафьевская, лит Г
- 2024 г. XFit; Горчакова, 21
- 2024 г. Монтреал; Остафьевская ул., 21/1
- 2025 г. Максимум; Остафьевская ул., 21
- 2025 г. Чечёрский пр., вл. 22 (строится)
- 2025 г. Остафьевская ул., рядом с Изумрудным (строится)

## Религия
Православные храмы
- 1720 г. Храм Рождества Христова в Черневе 1709—1722 годов (Черневская улица строение 1, корпус 1).
- 2003 г. Храм иконы Неупиваемая чаша (Мелитопольский проезд, дом 1).
- 2011 г. Храмовый комплекс Владимирской иконы Божией Матери в Потапове (Остафьевская улица, дом 44).
- 2014 г. Храм Стефана Пермского (Улица Академика Семёнова, дом 1).
- 2015 г. Храм святой Марии Магдалины (Чечерский проезд, владение 5, строение 395).
- 2018 г. Храм в честь святого Феодора Ушакова (Южнобутовская улица, дом 6, рядом с бульваром Адмирала Ушакова и одноимённой станцией метро). Строительство было запланировано Фондом поддержки строительства храмов города Москвы в рамках программы «200 храмов Москвы»[35]. В 2015 году храм был освящён и является действующим[36].
- 2019 г. Церковь Введения во храм Пресвятой Богородицы (Южнобутовская улица, вл. 62-66)
- 2020 г. Храм Святителя Спиридона Тримифунтского (Венёвская улица, 31/48)

Все храмы входят в состав Андреевского благочиния Московской городской епархии Русской православной церкви.

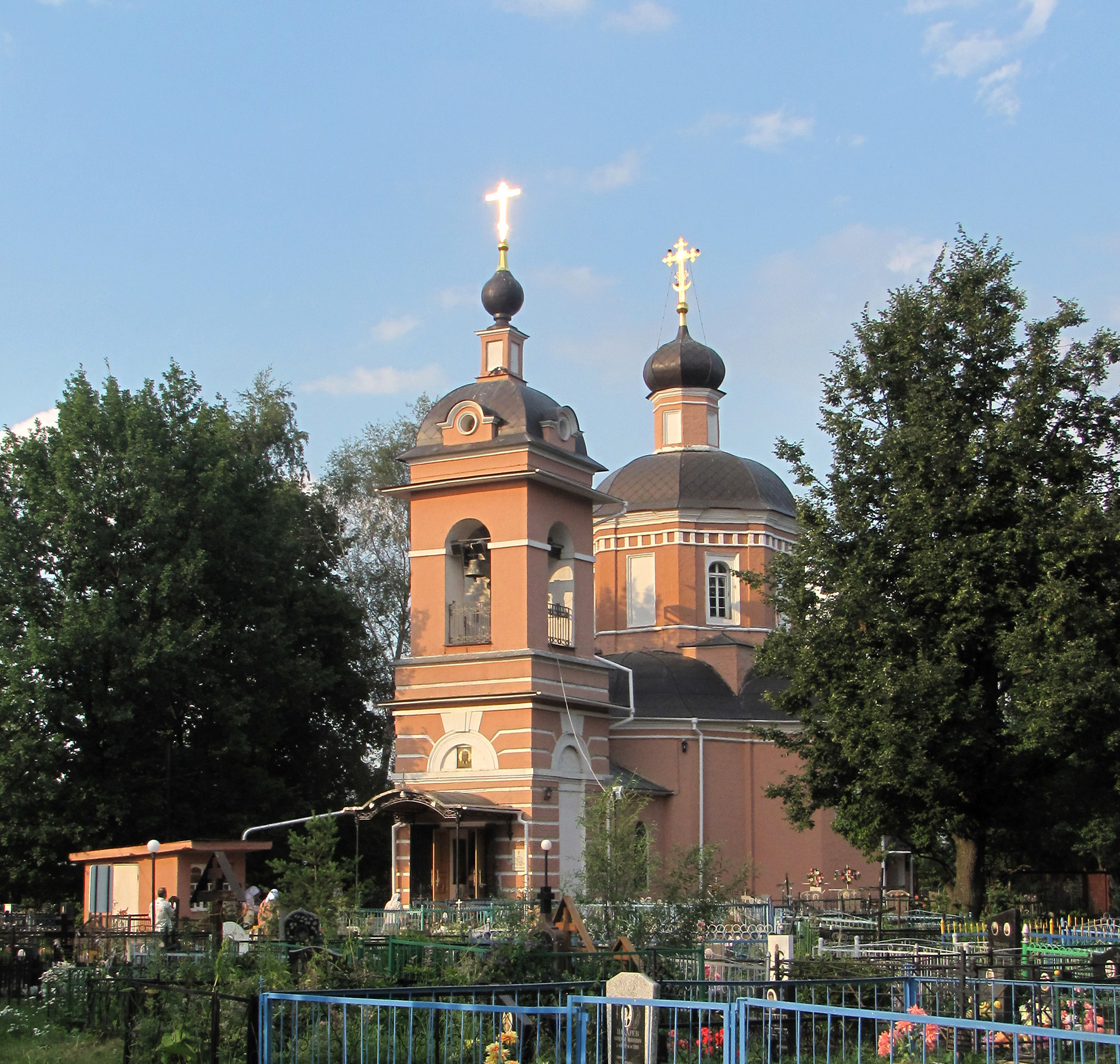
Храм Рождества Христова в Черневе
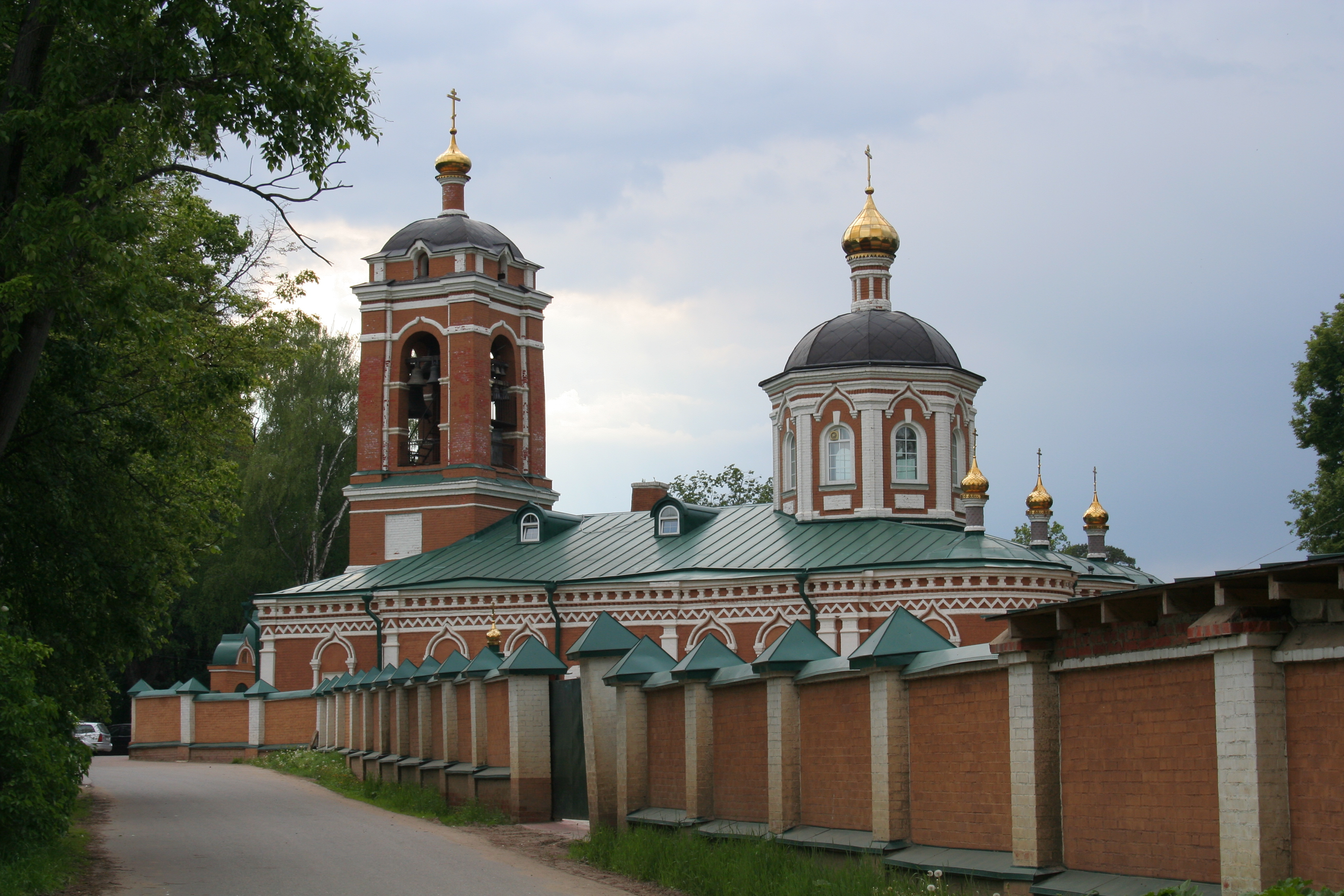
Храм иконы Божией Матери «Знамение» в Захарьине
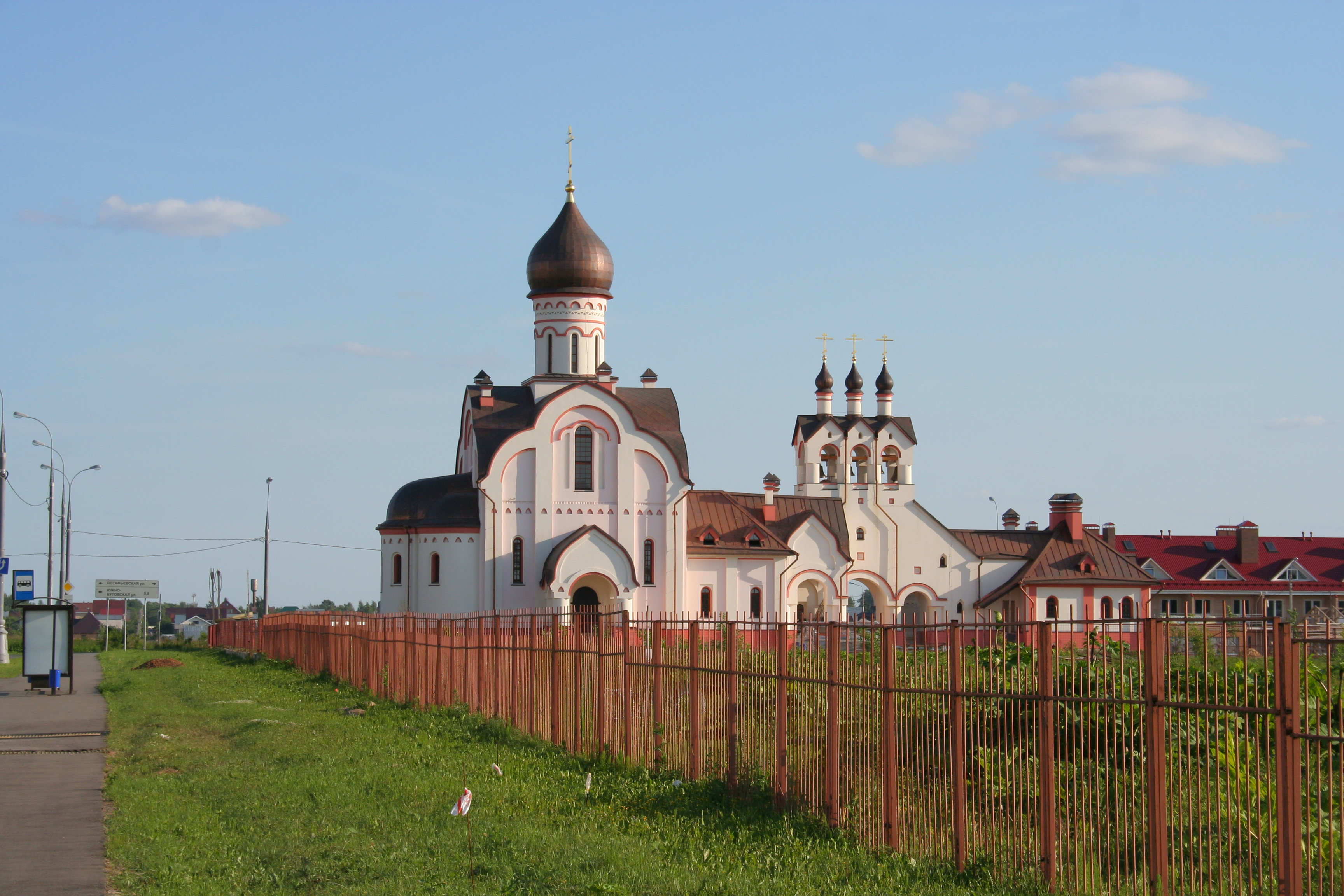
Храмовый комплекс Владимирской иконы Божией Матери в Потапове

## Парки и скверы

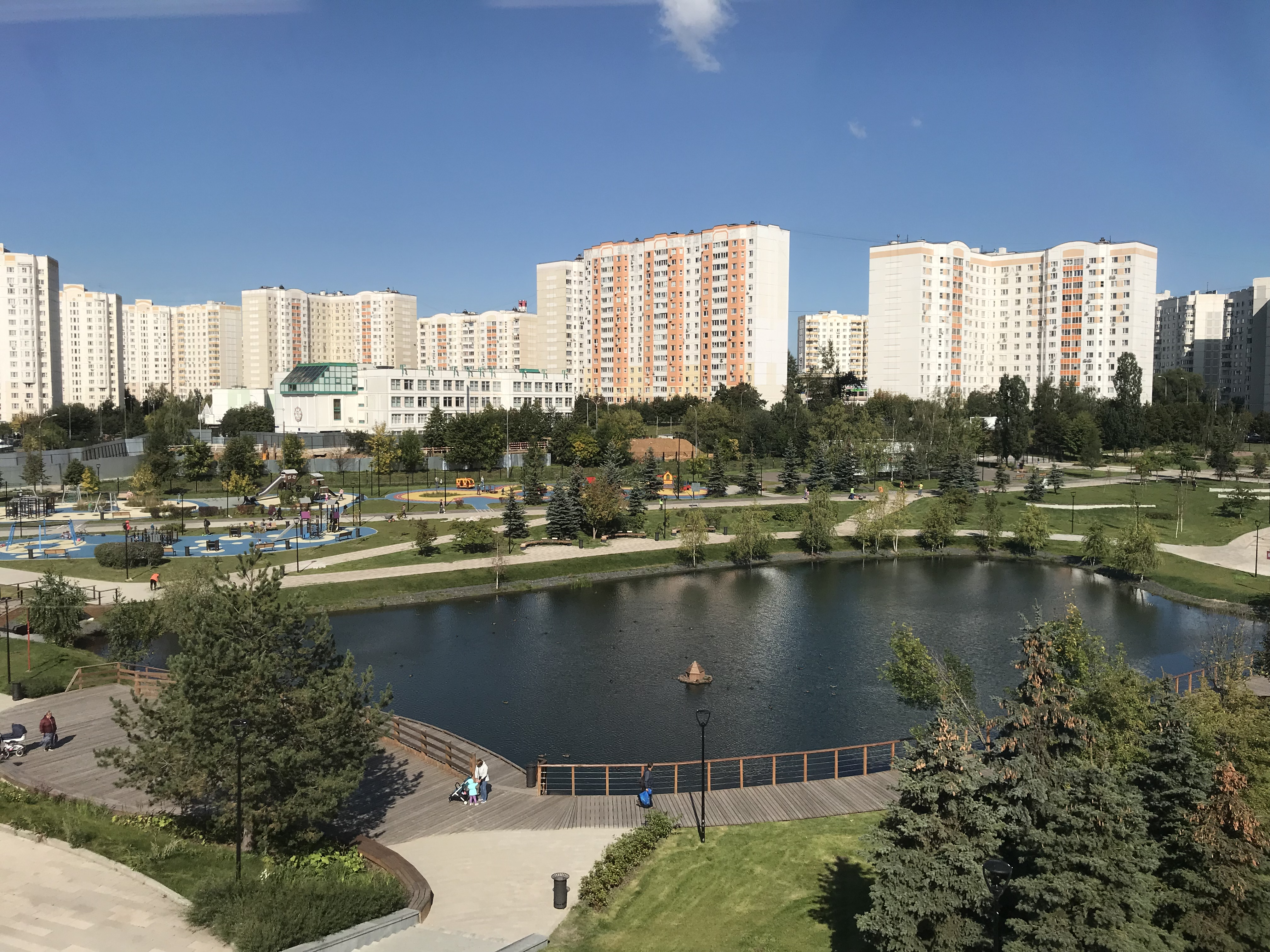
Ландшафтный парк «Южное Бутово»

- В 2018 году в рамках программы мэра Москвы «Мой район» в районе был открыт ландшафтный парк «Южное Бутово», «самый большой парк за МКАД»[38]. Он расположен на нескольких прудах (Черневские, Гавриковские) и реке Корюшка. Общая площадь парка — 142,5 Га, протяженность — 7 км. В новом парке появились новые детские (17) и спортивные площадки (14), велодорожки (12 км), летние эстрады (4), пикниковые точки на 15 мест (2) и зоны отдыха — беседки, перголы, причалы. Станции легкого метро «Бунинская аллея» и «Улица Горчакова» расположены фактически на территории парка. В общей сложности эстрады парка рассчитаны на 570 мест: зеленый театр на 300 мест, летний театр на 100 мест, амфитеатр на 170 мест. Кроме того, на территории расположена танцплощадка.

- В 2018 году на Южнобутовской улице между домами № 52 и № 56 был создан сквер «Жар-птица», где в частности, размещены фонтан, топиарная фигура жар-птицы и декоративный ажурный мостик. В 2019 году в рамках программы мэра Москвы «Мой район» благоустроена пешеходная зона от дома № 1 до дома № 23 на Скобелевской улице[39] и сквер вдоль Изюмской улицы[40].

- На территории района расположена часть Бутовского лесопарка.

- Сквер 55-летия Победы

- Сквер Защитников московского неба

## Памятники

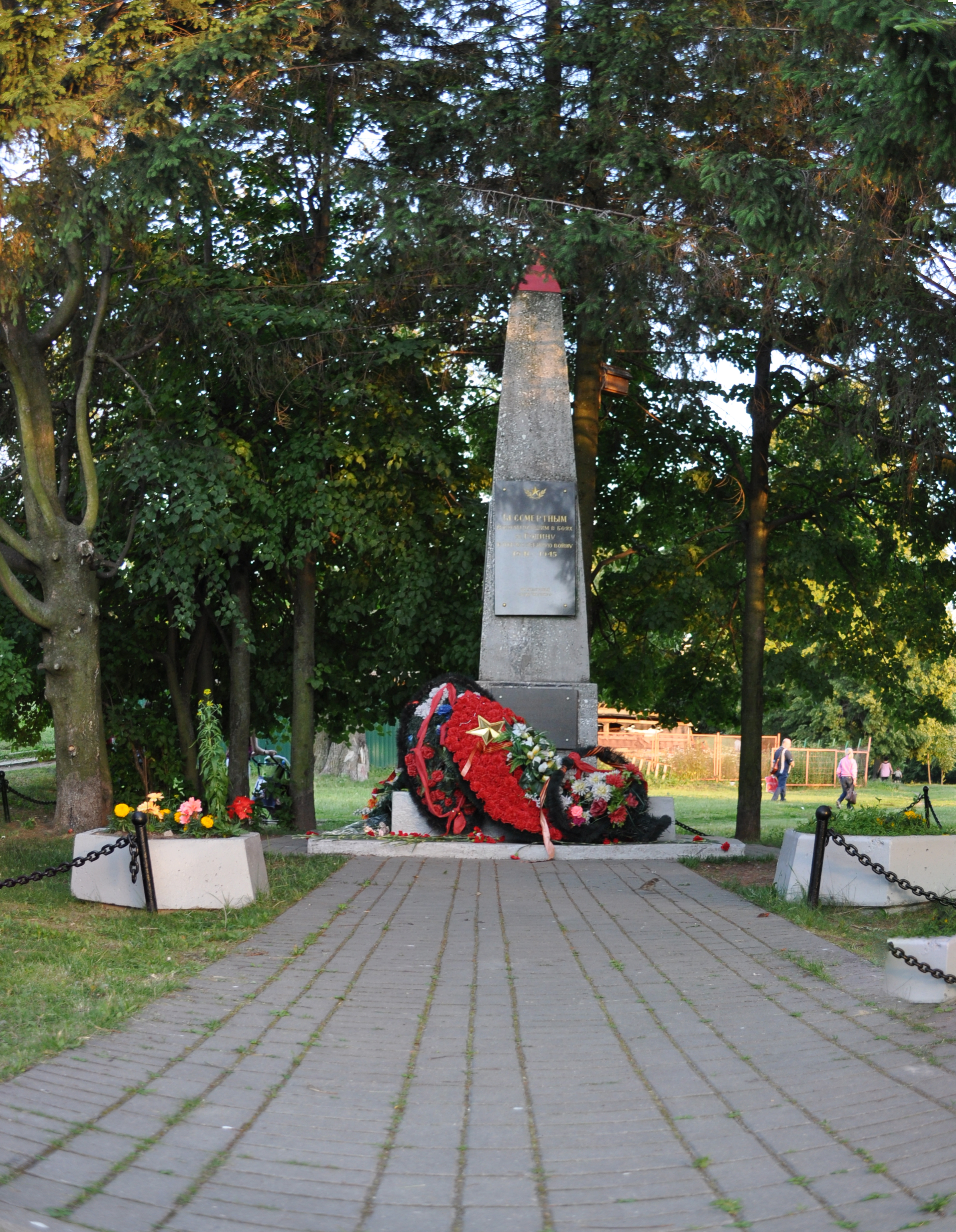
Памятник героям Великой Отечественной войны в бывшем селе Чернёво

- Памятник героям Великой Отечественной войны от жителей бывшего посёлка Бутово.
- Памятник героям Великой Отечественной войны от жителей бывшей деревни Новоникольское.
- Памятник героям Великой Отечественной войны от жителей бывшей деревни Поляны.
- Памятник героям Великой Отечественной войны от жителей бывшего села Чернёво.
- Памятник героям Великой Отечественной войны от жителей деревни Щиброво.
- 100-мм зенитное орудие КС-19, образца 1947 г, 52-П-415 в сквере Защитников московского неба

## Состояние окружающей среды
Южное Бутово наряду с соседними районами Юго-Западного административного округа считается одним из самых экологически чистых районов Москвы. Близость к Битцевскому лесу и Бутовскому лесопарку даёт положительную тенденцию состояния окружающей среды и чистоты воздуха.
Вблизи платформы Бутово имеется промышленная зона, в районе находятся Южнобутовские очистные сооружения. Район расположен относительно близко к промышленной зоне (№ 28А «Бирюлёво») в Бирюлёве Западном.
В 2026 году закончится строительство автомагистрали Солнцево — Бутово — Видное (СБВ); часть дороги будет проходить через территорию района. Дорога строится в качестве дублёра МКАД для транзита автомобилей и большегрузов через территорию Новой Москвы.

## В культуре
- В районе происходит действие импровизационного телешоу «Южное Бутово» (2009—2010).
- Александр Пушной — песня Южное Бутово[41].
- В Южном Бутове частично происходит действие уровня «Москва» в компьютерной игре «Metro Exodus».
- В Северном и Южном Бутове происходит действие романа Андрея Гребенщикова «Метро 2033: Обитель снов».

## Галерея

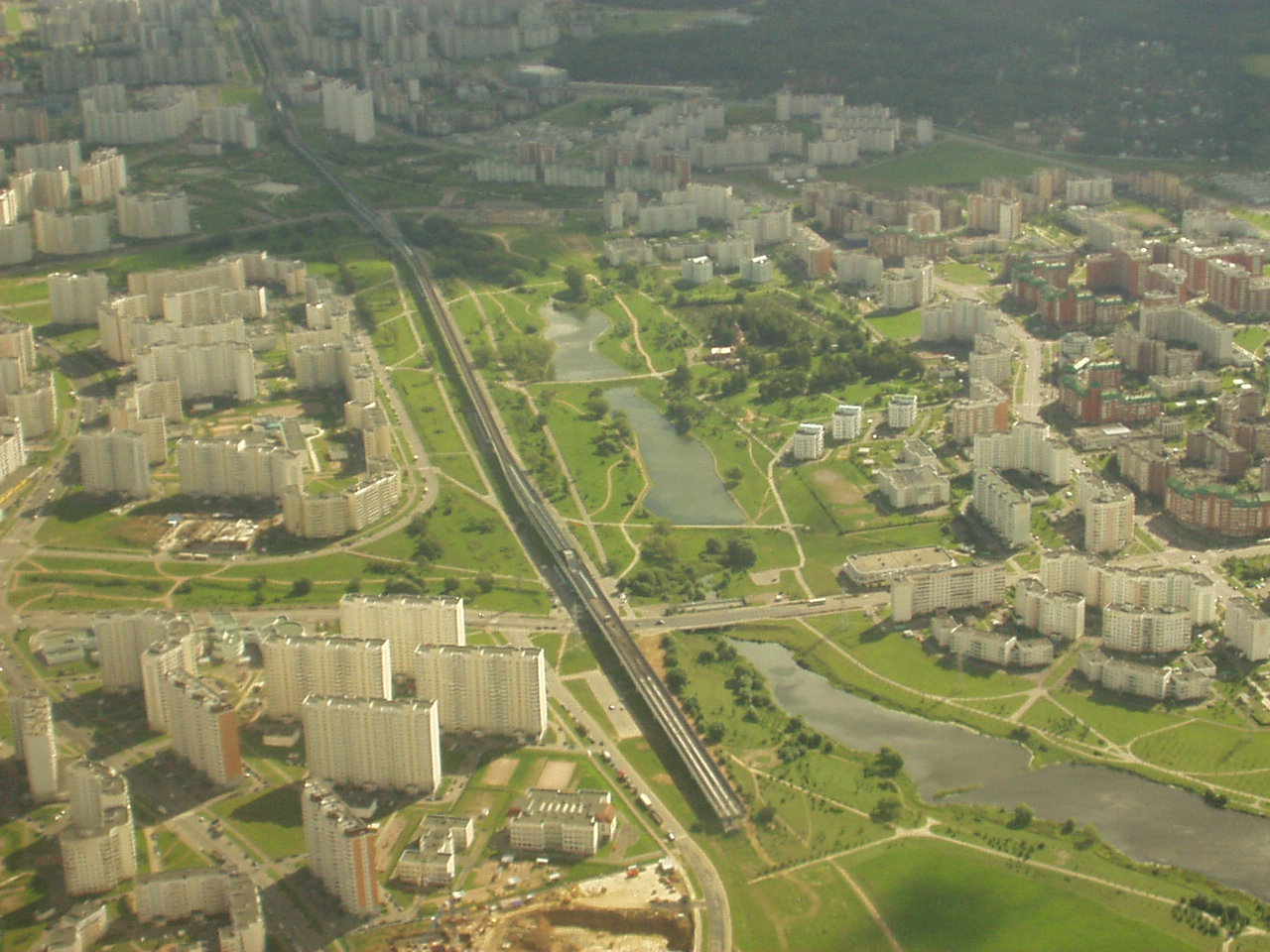
Окончание Бутовской линии Московского метро (станция метро «Бунинская аллея») и Черневские пруды
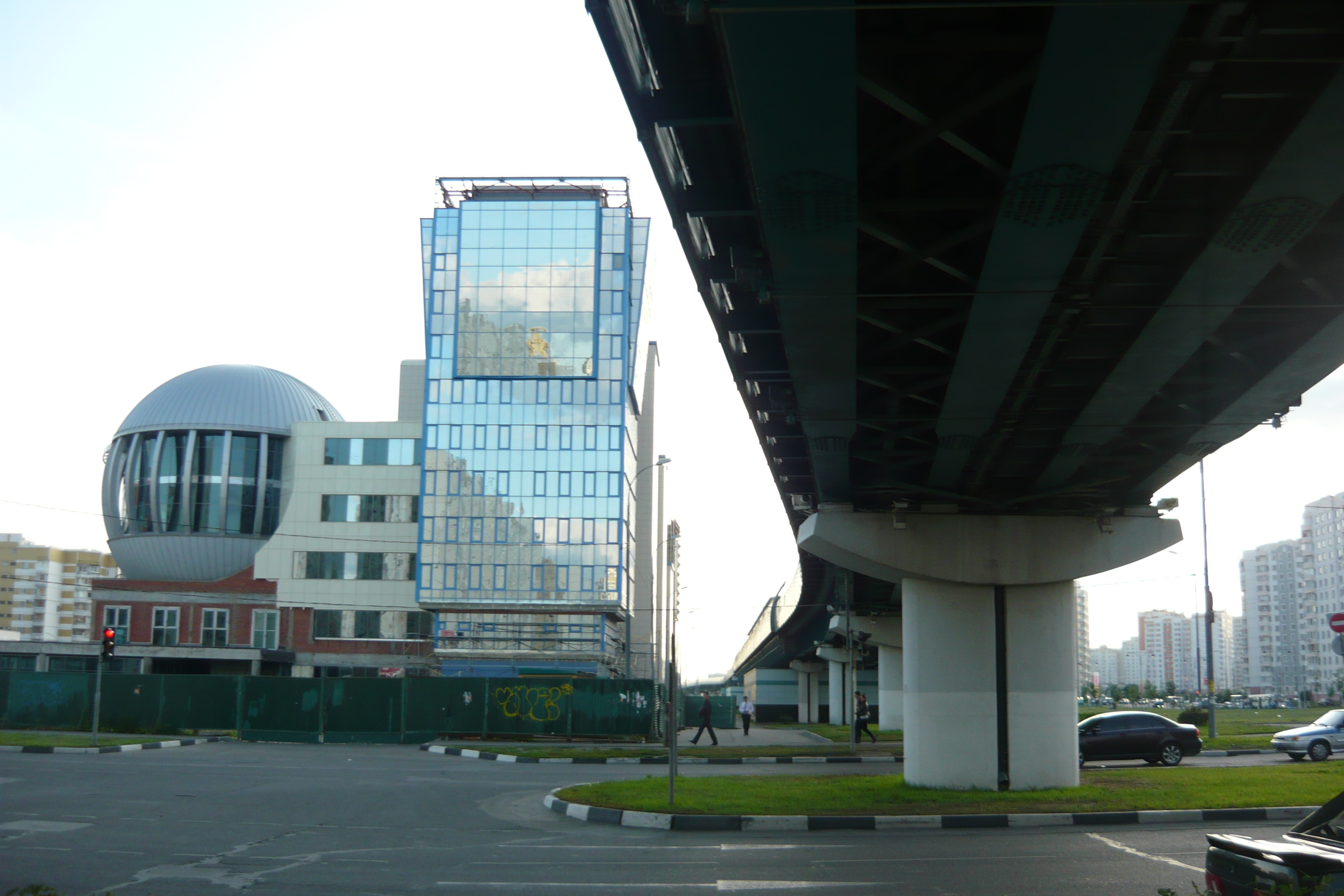
Торговый центр
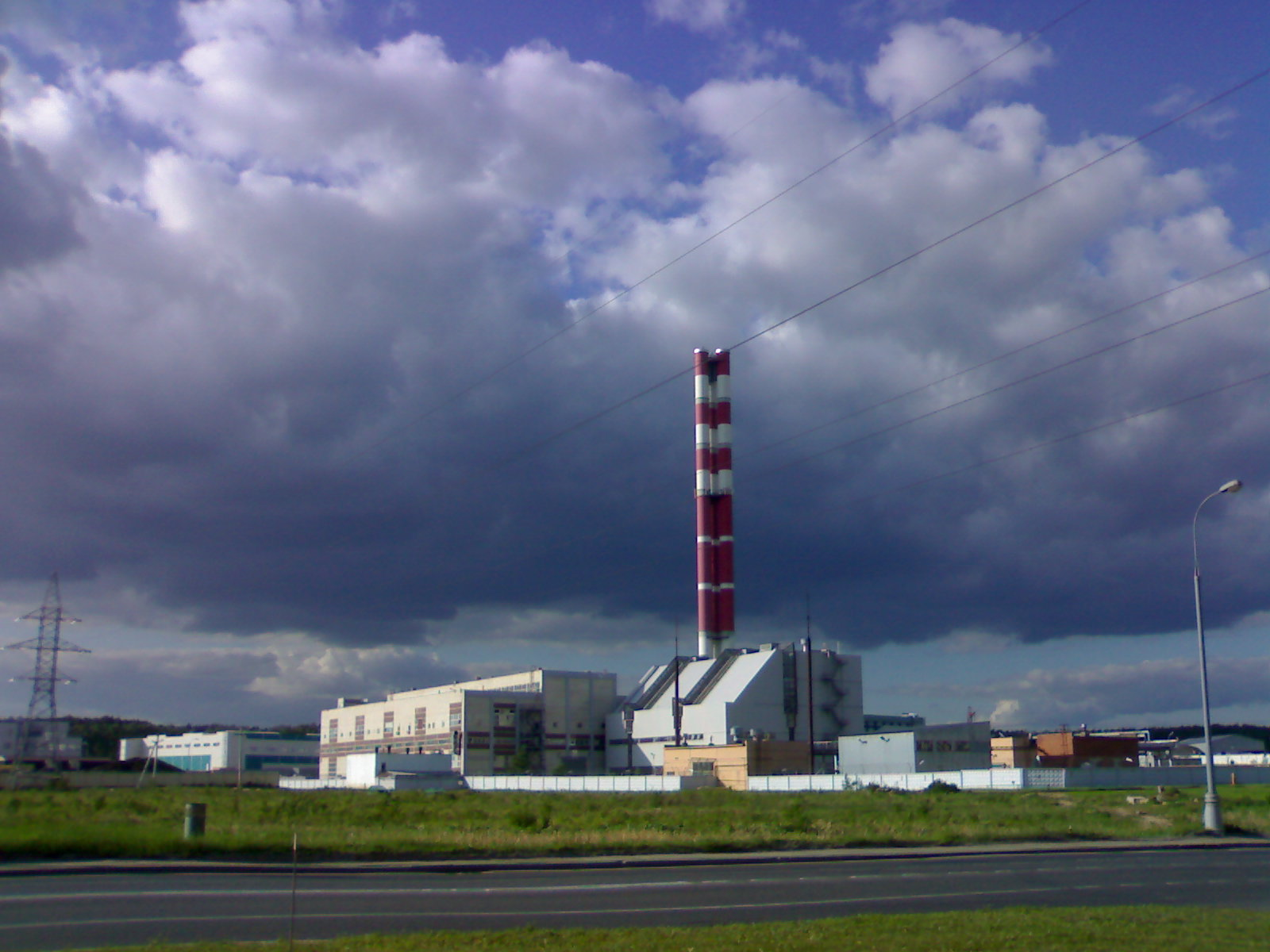
Районная тепловая станция «Южное Бутово»
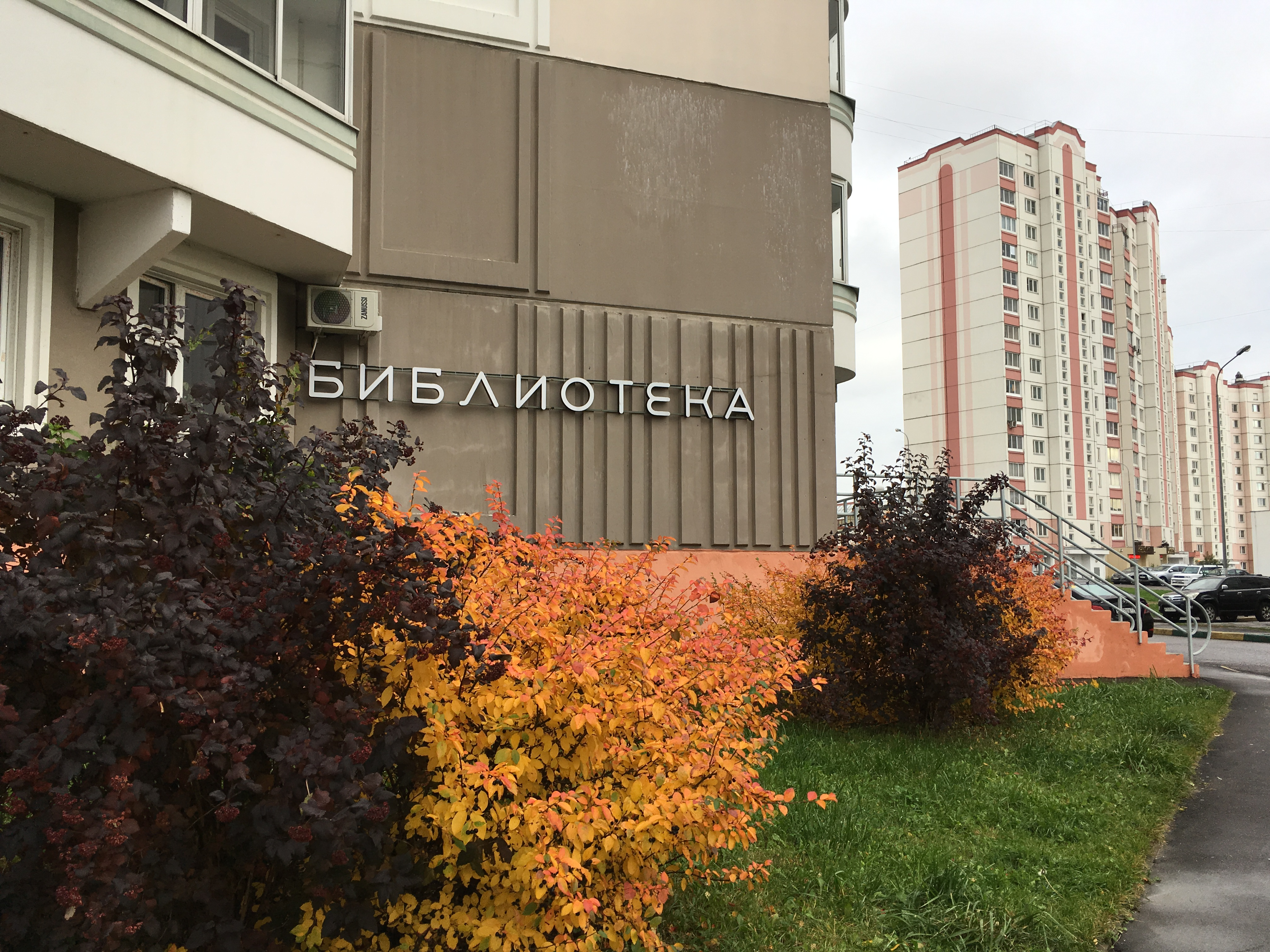
Библиотека № 194